# Knooppunt Battice
Het knooppunt Battice is het verkeersknooppunt tussen de A27 en de A3 nabij het Belgische dorp Battice. De E42 die komende van het zuiden samenloopt met de A27, volgt vanaf Battice samen met de E40 de A3 richting Luik. Het knooppunt heeft 3 klaverbladlussen voor de minder gebruikte richtingen Battice - Aken, Aken - Hoge Venen alsmede voor de richting Luik - Battice. Er is een windmolenlus en voor de richting Hoge Venen naar Luik een bijzondere lus.

## Probleem
Het verkeer tussen de Hoge Venen en Luik is niet gering en de aanwezigheid van de weefvakken tussen het verkeer dat van de Hoge Venen naar Luik reist en het verkeer dat van Luik naar Battice moet vormde een probleem. Dit werd veroorzaakt door de late afslag vanuit de Hoge Venen voor het verkeer naar Luik en het gelijkvloers kruisen van het verkeer vanuit Luik naar Battice.

### Heraanleg
Om dit probleem op te lossen is het knooppunt deels heraangelegd. Hierbij kreeg het verkeer van Luik naar Battice een eigen klaverbladlus en vindt er geen kruising met verkeer van de Hoge Venen naar Luik plaats. De weefvakken  zijn weggevallen. Het probleem van de 'hoofdstroom' van de Hoge Venen naar Luik is hiermee aangepakt, verkeer naar Battice voegt rechts uit.

## Richtingen Knooppunt
| Aansluitende wegen                           | Aansluitende wegen | Aansluitende wegen                                   | Aansluitende wegen | Aansluitende wegen |
| -------------------------------------------- | ------------------ | ---------------------------------------------------- | ------------------ | ------------------ |
|                                              |                    | richting Battice / Thimister-Clermont / Aubel (N648) |                    |                    |
|                                              |                    |                                                      |                    |                    |
| richting Luik / Maastricht / Namen / Brussel | richting Aken      |                                                      |                    |                    |
|                                              |                    |                                                      |                    |                    |
|                                              |                    | richting Saarbrücken / Verviers                      |                    |                    |

Aalbeke · Antwerpen-Centrum · Antwerpen-Haven · Antwerpen-Noord · Antwerpen-Oost · Antwerpen-West · Antwerpen-Zuid · Arquennes · Battice · Beaufays · Beveren · Bois-d'Haine · Brugge · Cerexhe · Charleroi-Nord · Charleroi-Sud · Cheratte · Daussoulx · Destelbergen · Doornik · Familleureux · Fexhe-Slins · Gent-Centrum · Gouy · Grâce-Hollogne · Groot-Bijgaarden · Hautrage · Hauts-Sarts · Heppignies · Heverlee · Hoog-Itter · Houdeng-Goegnies · Jabbeke · Jemappes · Kortrijk-West · Kortrijk-Zuid · Leonardkruispunt · Loncin · Lummen · Machelen · Marcinelle · Marquain · Merelbeke · Moorsele · Neufchâteau · Ranst · Sint-Stevens-Woluwe · Strombeek-Bever · Thiméon · Ville-sur-Haine · Vottem · Wilrijk-Valaar · Zaventem · Zwijnaarde